# 洛克哈特鎮區 (明尼蘇達州諾曼縣)
洛克哈特鎮區（英語：Lockhart Township）是位於美國明尼蘇達州諾曼縣的一個行政鎮區。

## 地方資料
洛克哈特鎮區的面積為93.91平方千米，當中陸地面積為93.89平方千米，而水域面積為0.02平方千米。根據2020年美國人口普查的數據，當地共有人口48人，而人口密度為每平方千米0.51人。